# Rhionaeschna condor
Rhionaeschna condor là loài chuồn chuồn trong họ Aeshnidae. Loài này được De Marmels mô tả khoa học đầu tiên năm 2001.